# Campistrous
Campistrous település Franciaországban, Hautes-Pyrénées megyében. Lakosainak száma 314 fő (2022. január 1.). Campistrous Bonrepos, Capvern, Clarens, Galez, Houeydets, Lagrange és Lannemezan községekkel határos.

## Népesség
A település népességének változása:
| Lakosok száma | 309  | 316  | 333  | 316  | 314  | 313  | 313  | 312  | 314  |
|               | 2013 | 2015 | 2016 | 2017 | 2018 | 2019 | 2020 | 2021 | 2022 |